# 5253 Fredclifford
Az 5253 Fredclifford (ideiglenes jelöléssel (5253) 1985 XB) egy marsközeli kisbolygó. Singer-Brewster, S. fedezte fel 1985. december 15-én.